# 欧康维尔
欧康维尔（法語：Aucamville，法語發音：[okɑ̃vil]）是法国上加龙省的一个市镇，属于图卢兹区。

## 地理
欧康维尔（43°40'7"N, 1°25'50"E）面积3.96 平方千米，位于法国奧克西塔尼大區上加龙省，该省份为法国西南部内陆省份，西南端与西班牙接壤，自此顺时针与上比利牛斯省、热尔省、塔恩-加龙省、塔恩省、奥德省和阿列日省接壤。
与欧康维尔接壤的市镇（或旧市镇、城区）包括：圣阿尔邦、弗努耶、丰博扎尔、洛纳盖、圖盧茲。

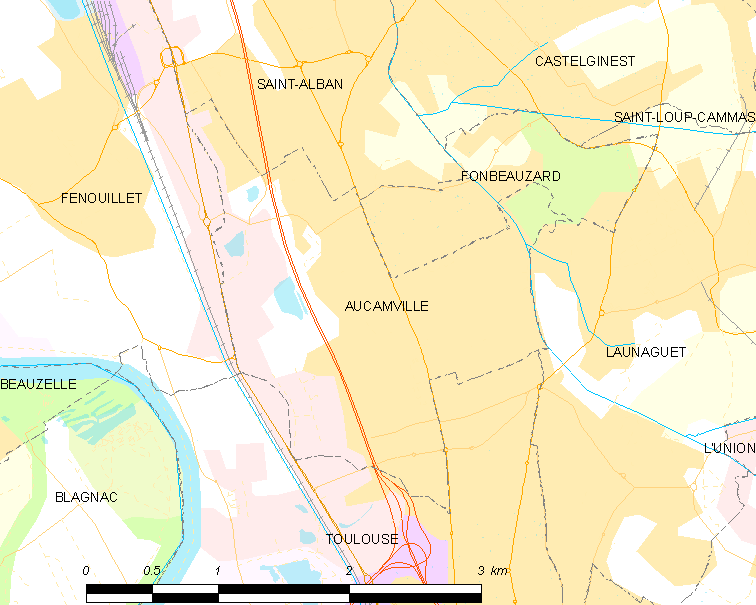
欧康维尔的OSM定位图

欧康维尔的时区为UTC+01:00、UTC+02:00（夏令时）。

## 行政
欧康维尔的邮政编码为31140，INSEE市镇编码为31022。

## 政治
欧康维尔所属的省级选区为卡斯泰尔日内斯特县。

## 人口

1962-2008年间欧康维尔人口变化图示

欧康维尔于2022年1月1日时的人口数量为9578人。